# 博武雷斯
博武雷斯（西班牙語：Bobures），是委內瑞拉的城鎮，位於該國西北部蘇利亞州，是蘇克雷市的首府，處於馬拉開波湖東南面，始建於1591年，面積2平方公里，海拔高度6米。